# モルニーコ・ロザーナ
モルニーコ・ロザーナ（伊: Mornico Losana）は、イタリア共和国ロンバルディア州パヴィーア県にある、人口約600人の基礎自治体（コムーネ）。

## 地理

### 位置・広がり

#### 隣接コムーネ
隣接するコムーネは以下の通り。
- モンタルト・パヴェーゼ
- オリーヴァ・ジェッシ
- ピエトラ・デ・ジョルジ
- サンタ・ジュレッタ
- トッリチェッラ・ヴェルツァーテ

### 気候分類・地震分類
気候分類では、zona E, 2958 GGに分類される。
また、イタリアの地震リスク階級 (it) では、zona 3 (sismicità bassa) に分類される
。

## 行政

### 分離集落
モルニーコ・ロザーナには、以下の分離集落（フラツィオーネ）がある。
- Buffalora, Casa Madama, Losana, Montepezzuto, Ronchi, Valsorda